# Pseudochaeta arabella
Pseudochaeta arabella là một loài ruồi trong họ Tachinidae.